# Margarete Rabe
Margarete Rabe (ur. 2 października 1923 w Neustadt-Glewe) – nadzorczyni SS (SS-Aufseherin) w hitlerowskim obozie koncentracyjnym Ravensbrück i zbrodniarka wojenna.

## Życiorys
W 1944 złożyła podanie do biura obozowego w Neustadt-Glewe o przyjęcie do służby w obozach koncentracyjnych. 7 listopada 1944 Rabe przydzielona została do kobiecego obozu w Ravensbrück, gdzie od początku swojej służby jako SS-Aufseherin (nadzorczyni SS) słynęła z brutalności. Na przełomie listopada i grudnia 1944 skierowano ją do podobozu Uckermark, gdzie miała pełnić służbę pod komendą Ruth Neudeck, odpowiedzialnej za selekcję więźniarek do miejscowych komór gazowych. Rabe brała gorliwie udział w tych selekcjach, mając bezpośredni udział w śmierci ok. 3 tys. kobiet i dzieci. Oprócz tego nieustannie wykazywała się sadyzmem, mordując i maltretując więźniarki na każdym kroku. Nadzorczynie SS w Uckermark miały sławę najbardziej okrutnych w całym kompleksie obozowym Ravensbrück.
Rabe uciekła z Uckermark przed aliantami w kwietniu 1945, ale wkrótce ją schwytano. W trzecim procesie załogi Ravensbrück przed brytyjskim Trybunałem Wojskowym w Hamburgu skazana została na karę dożywocia, która w 1950 roku została zmieniona na 21 lat więzienia. Zwolniono ją jednak z więzienia już 26 lutego 1954 (według innych źródeł 16 czerwca 1959).